# Полиция Казахстана
Правоохранительная деятельность в Казахстане осуществляется Казахстанской полицией (каз. Қазақстанның полициясы), и распределяется между Комитетом национальной безопасности страны, Министерством внутренних дел и Генеральной прокуратурой.

## Организация
Полиция Казахстана находится в ведении Министерства внутренних дел, в то время как Комитет национальной безопасности и Генеральная прокуратура отвечают соответственно за сбор разведданных и проведение расследований. С 1992 года Казахстан стал членом Интерпола. Его правоохранительные органы тесно связаны с правоохранительными органами России, Белоруссии, Узбекистана, Украины и Кыргызстана.

## Права человека
На сайте посольства США в Казахстане отмечается, что в 2004—2005 годах ситуация с правами человека в Казахстане «оставалась неудовлетворительной», и «правительство продолжало злоупотреблять властью». Группа наблюдателей Freedom House оценивает это бывшее советское государство как 6/7 по политическим правам и 5/7 по гражданским свободам (шкала, где 7 это самая низкая оценка, а 1 — самая высокая), обозначая его как «несвободное». По данным наблюдателей, в том числе Human Rights Watch, в течение нескольких месяцев, предшествовавших президентским выборам в декабре, в Казахстане было ограничено политическое самовыражение.
В книге ЦРУ World fact book говорится, что из 76 000 заключённых, сидящих в казахстанских тюрьмах, 1300 умерли от туберкулёза в 1995 году, а сами тюрьмы страдают от переполненности и нехватки персонала.. Государственное финансирование тюремной системы также считается недостаточным.

## Уровень преступности
Казахстан в последние годы страдает от роста преступности, а полицейские силы первоначально (в первое время после обретения независимости) считались недоукомплектованными и неэффективными, при этом на 10 000 населения приходится 50 преступлений, чаще всего насильственных преступлений и преступлений в сфере оборота наркотиков (в частности, каннабиса и опиума, по оценкам, насчитывается 1380 км² плантаций каннабиса).